# 病草紙

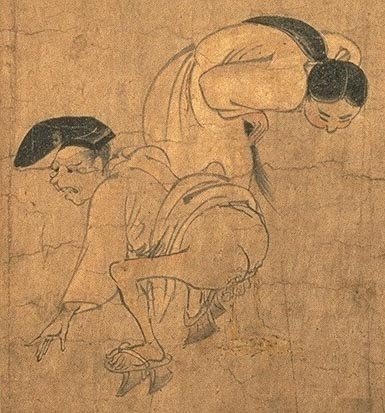
病草紙のうち「尻に穴多き男」（国宝）

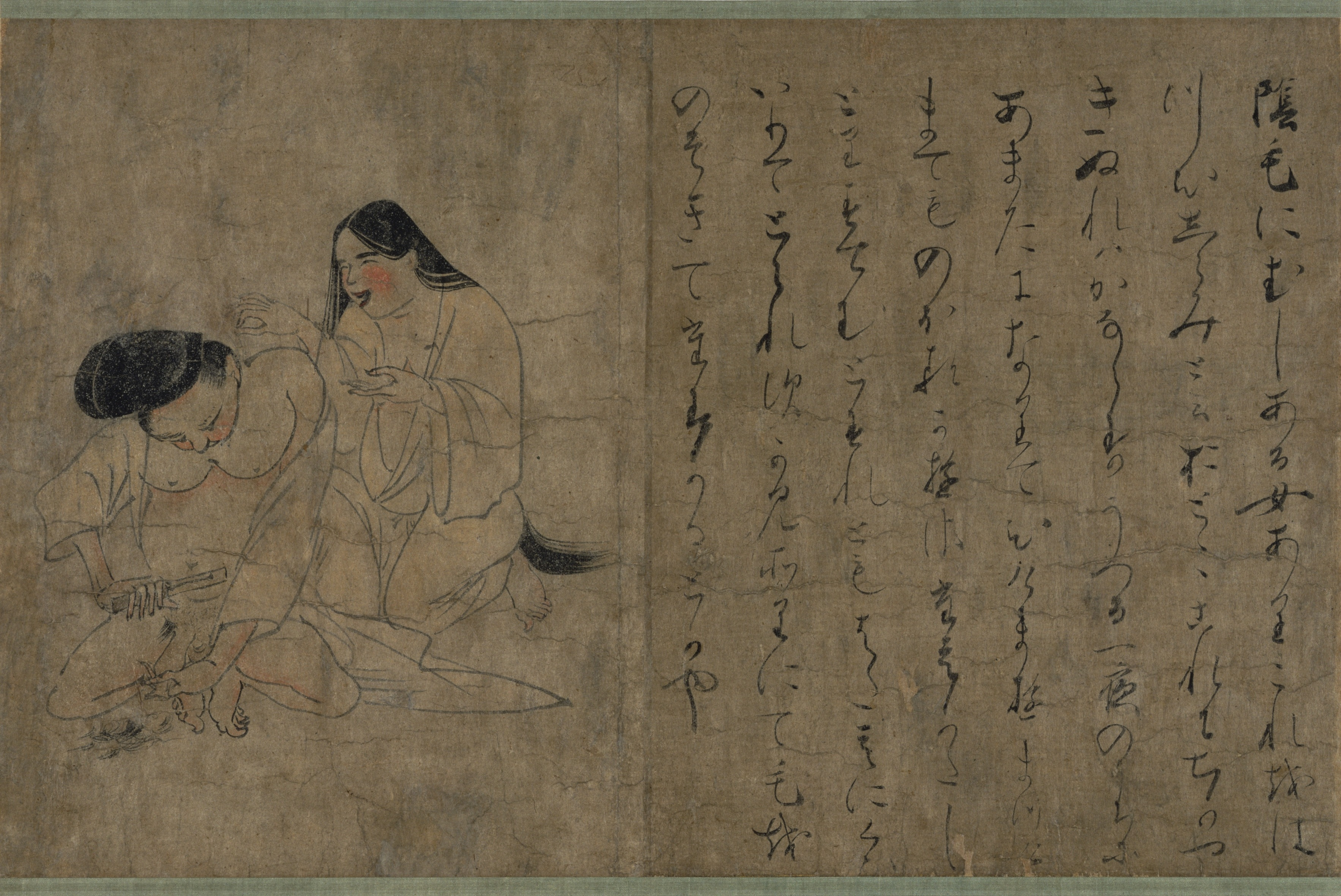
陰虱をうつされた男（国宝）

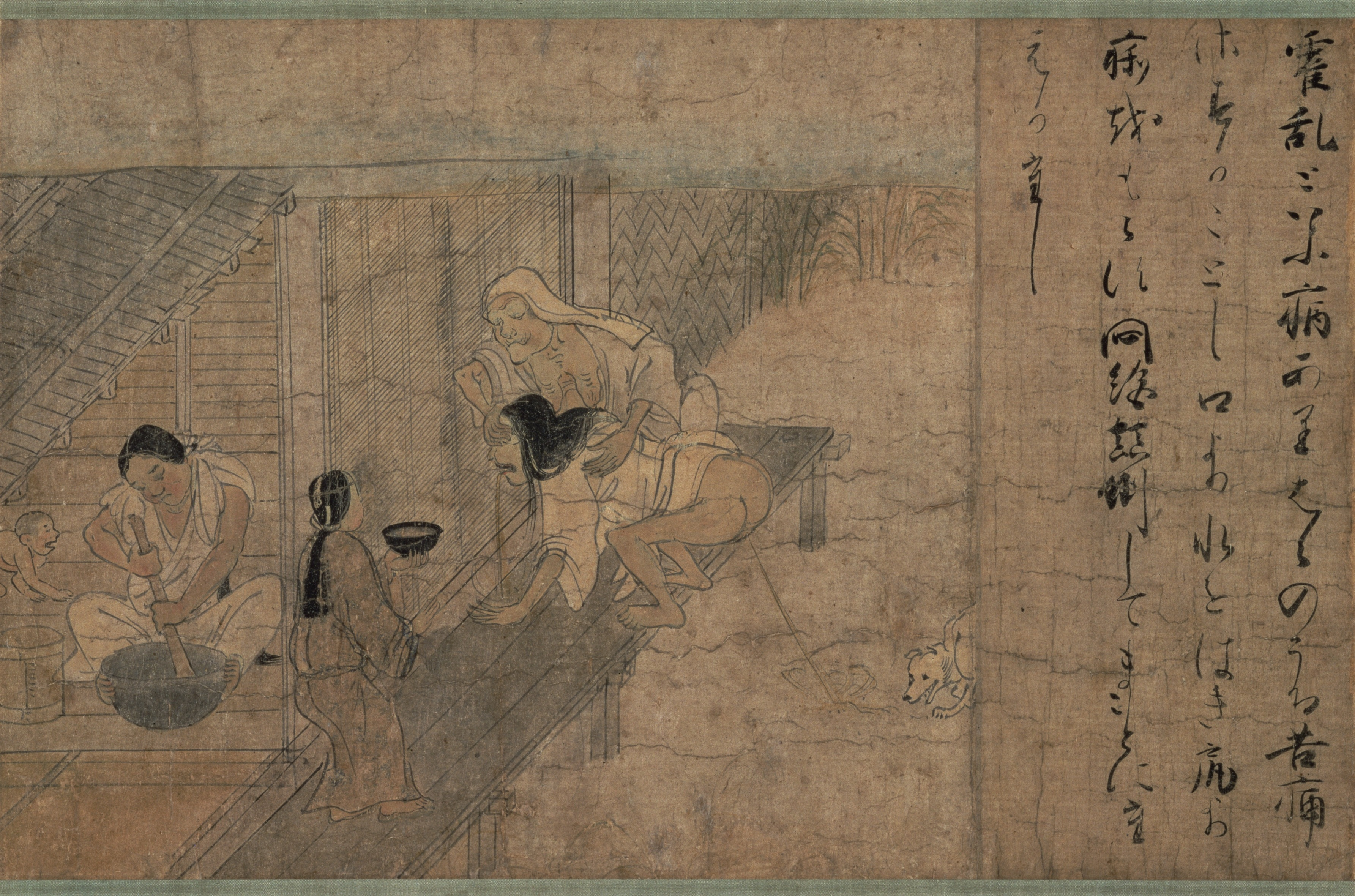
霍乱の女（国宝）

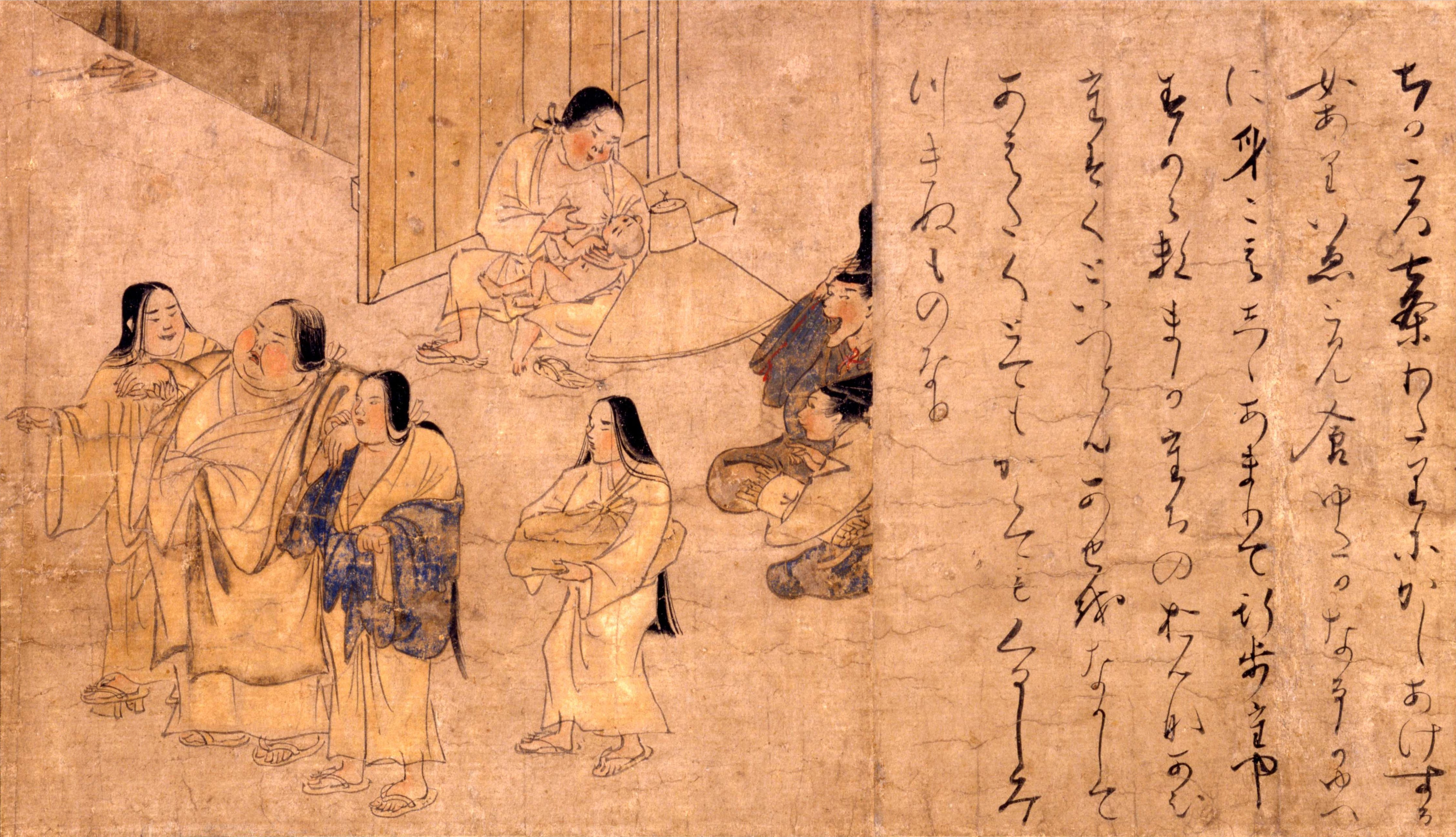
肥満の女（重要文化財）

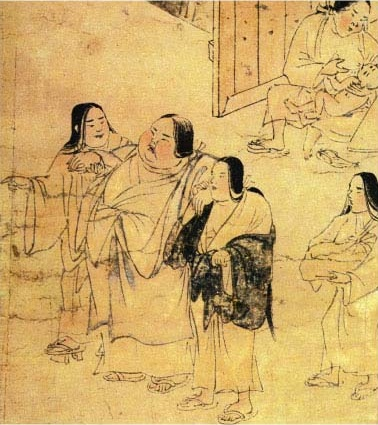
同上（部分）

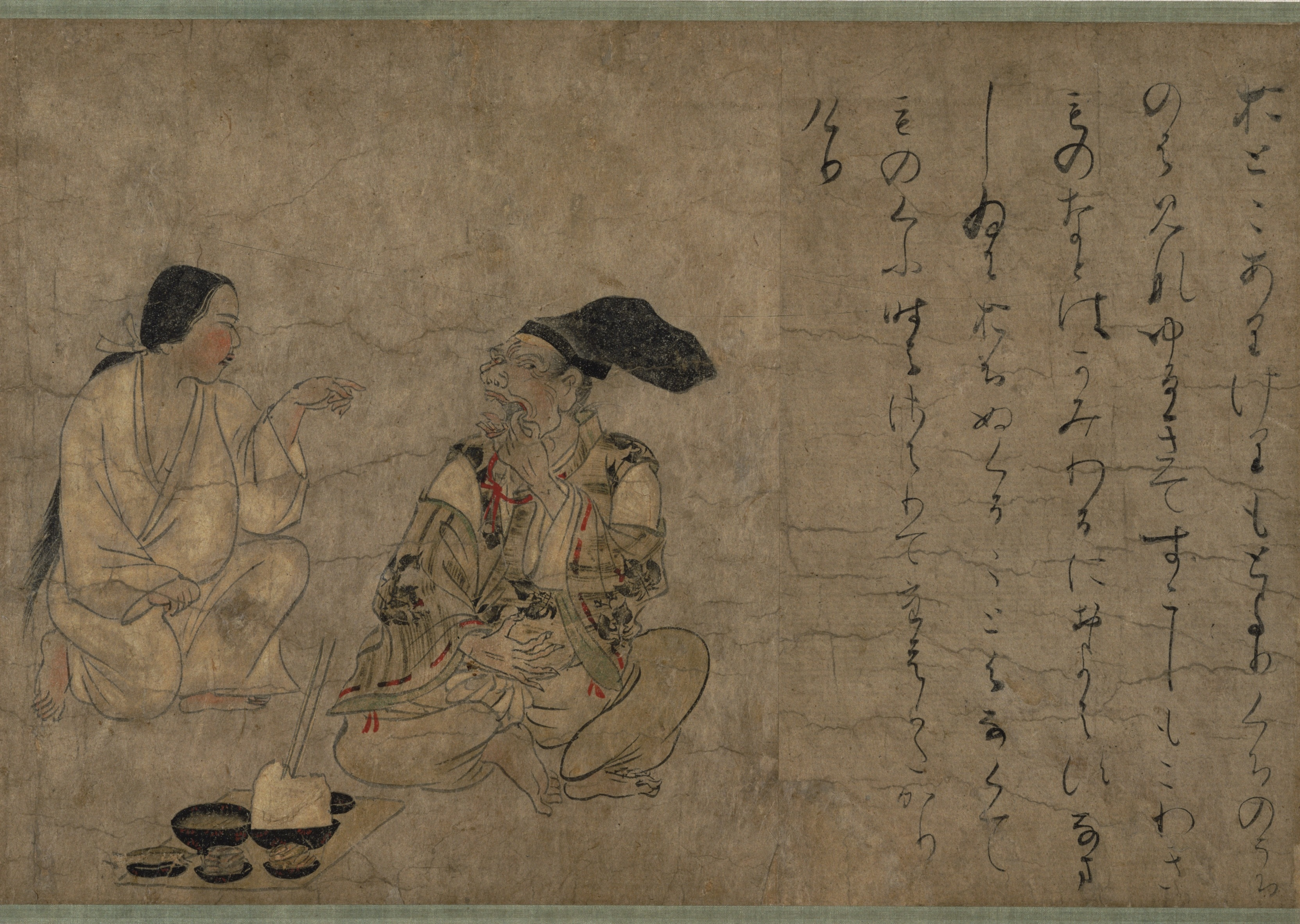
歯の揺らぐ男（国宝）

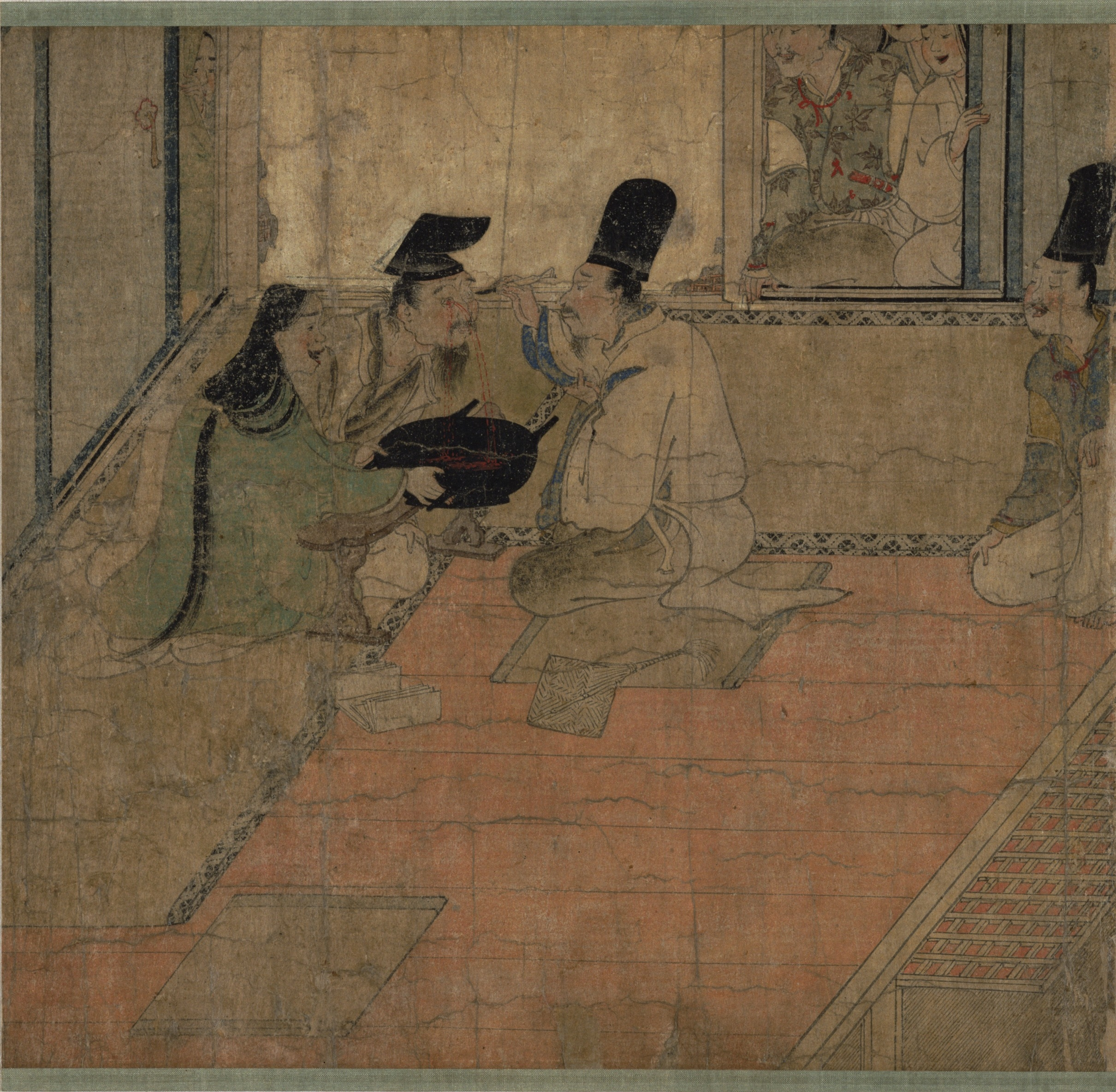
眼病の男（国宝）

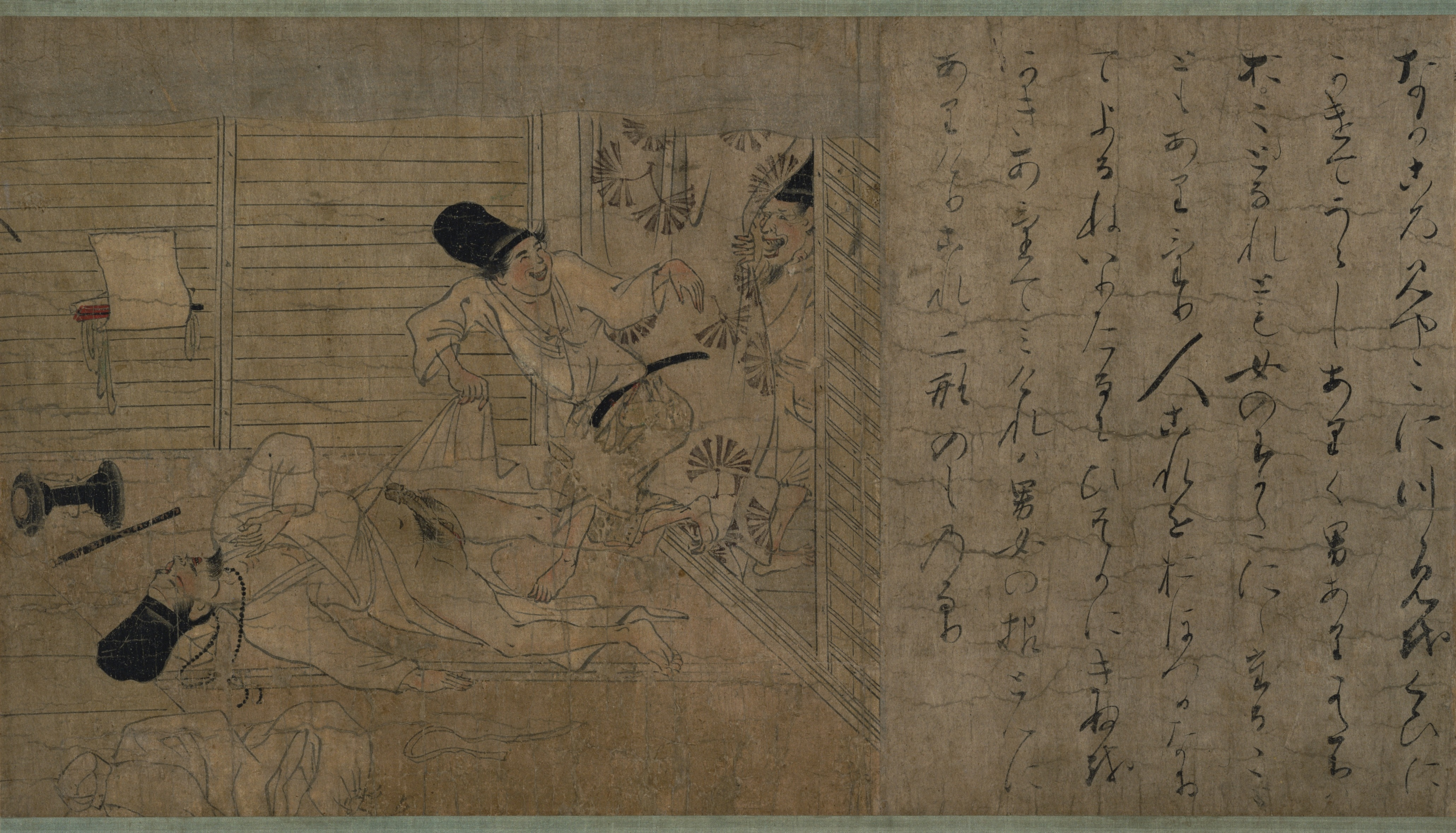
二形（ふたなり）の男（国宝）

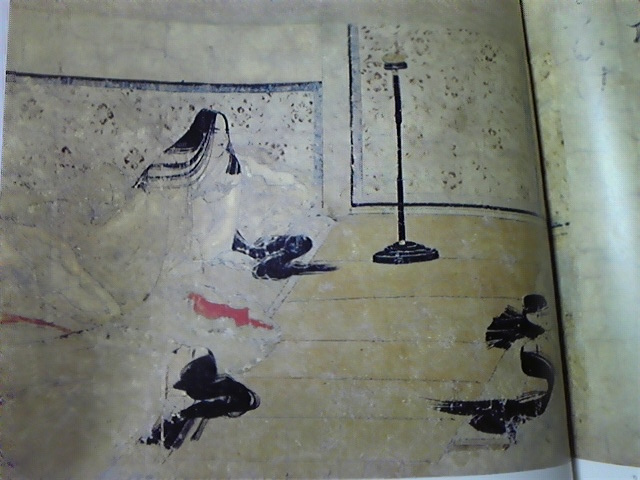
不眠の女（重要文化財）

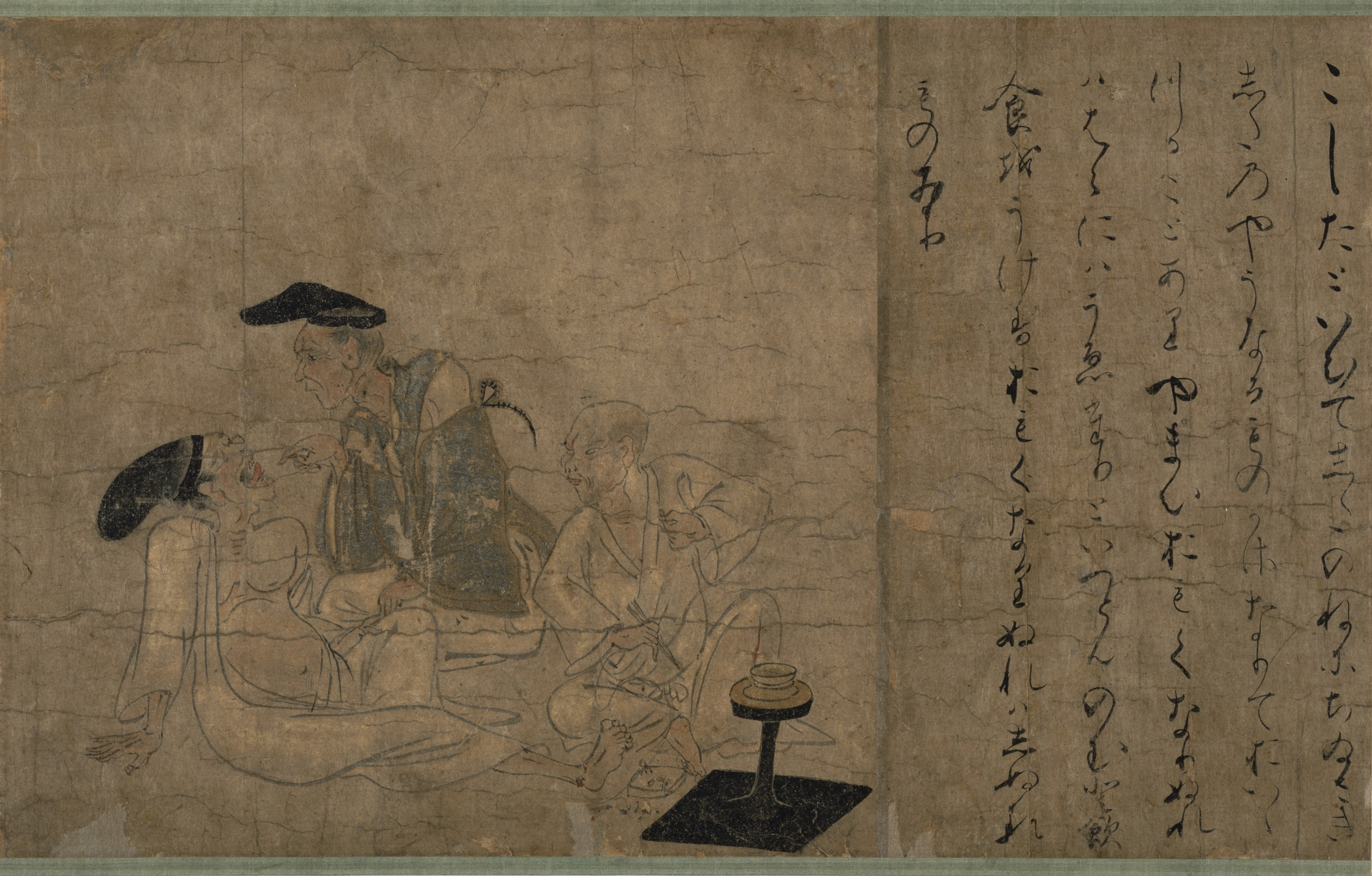
小舌のある男（国宝）

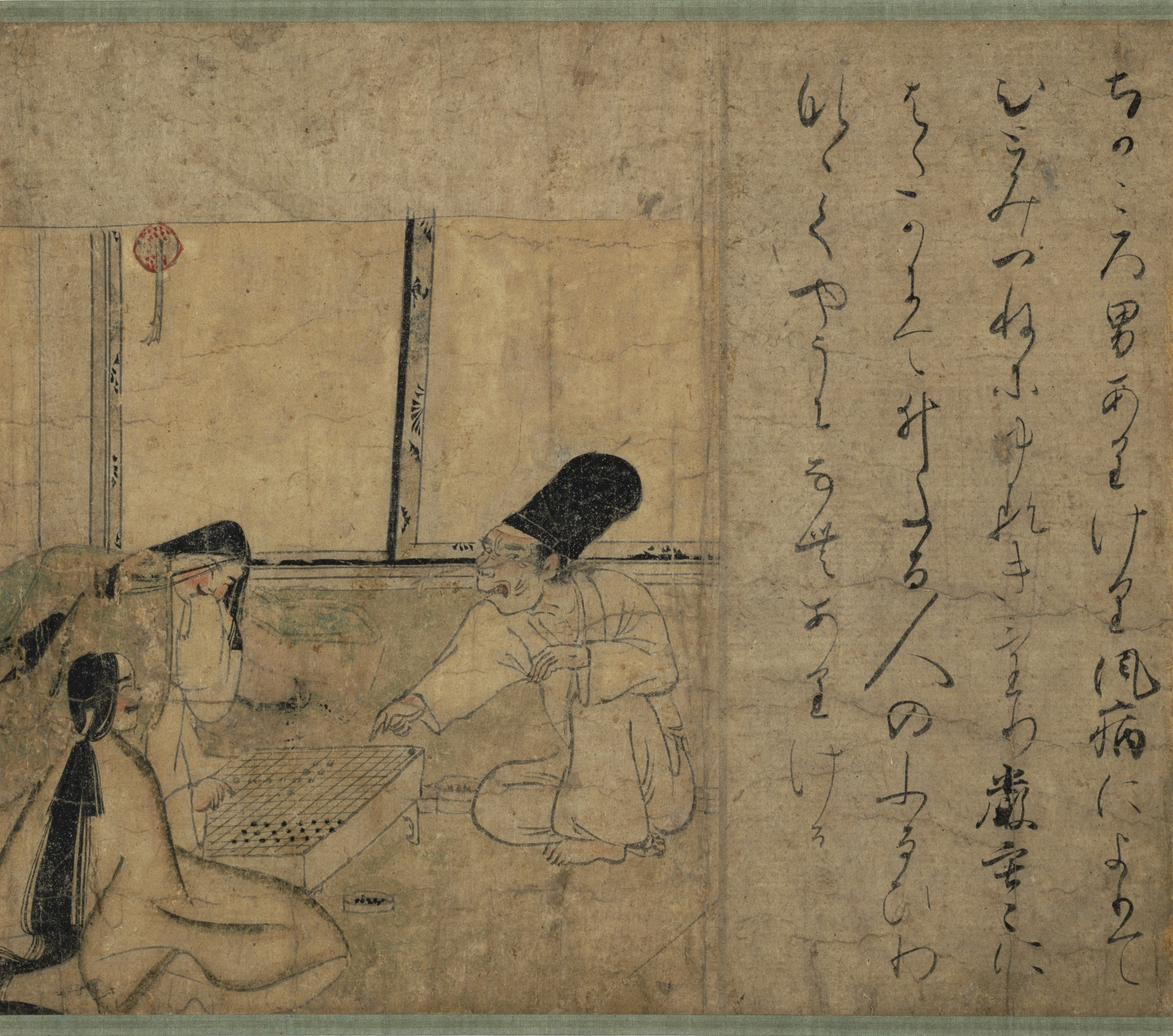
風病の男（国宝）

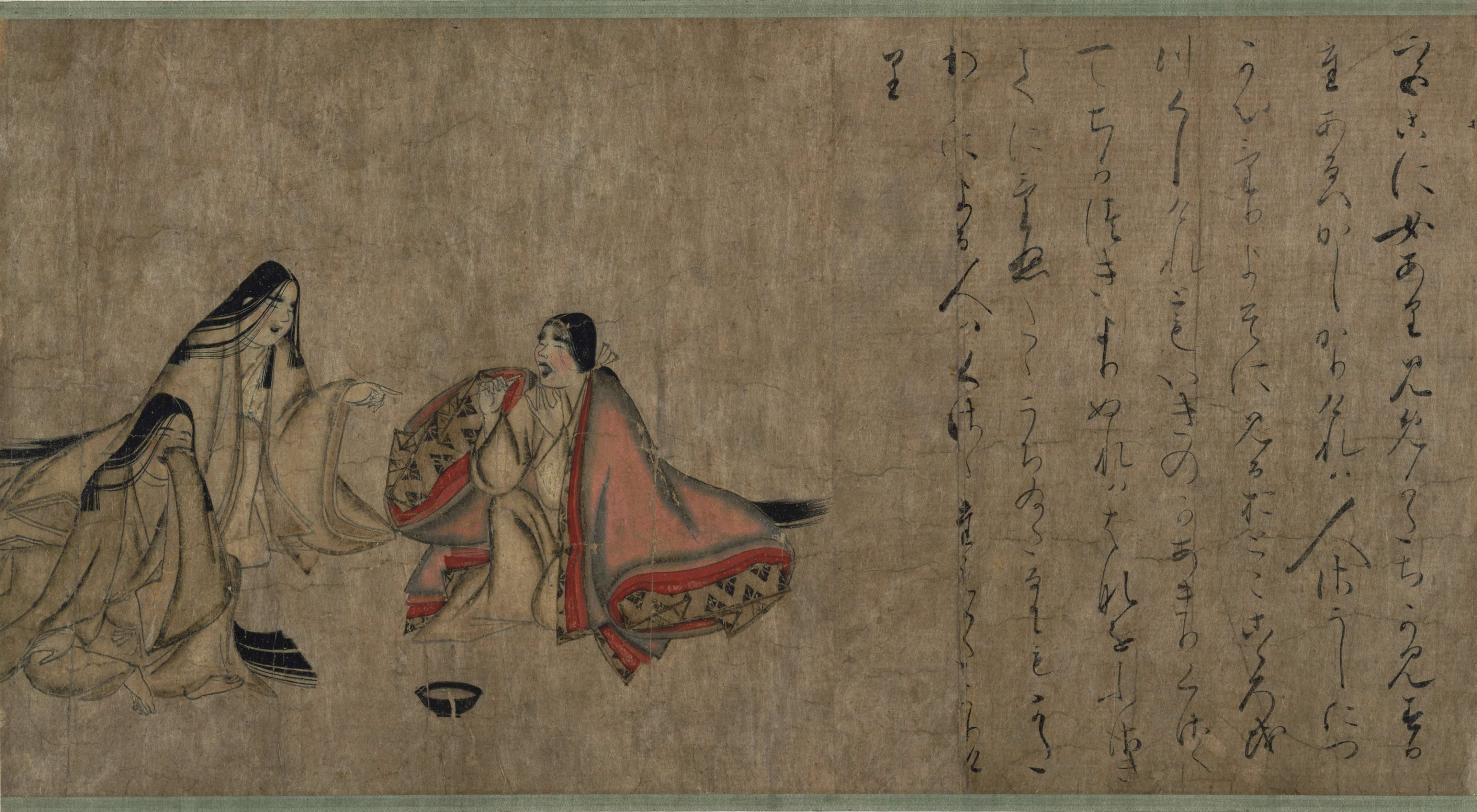
口臭の女（国宝）

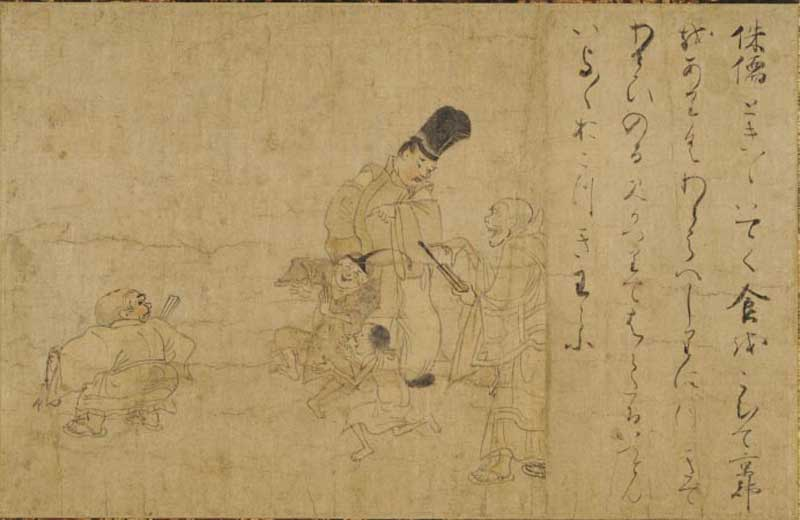
侏儒（しゅじゅ、小人）（重要文化財）

病草紙（やまいのそうし）は、平安時代末期から鎌倉時代初期頃に描かれた絵巻物。絵、詞書ともに作者は未詳。当初は巻子本だったが、現在は場面ごとに切り離されている。簡単な説話風詞書に一図の絵を添え構成された、当時の種々の奇病や治療法など風俗を集めたものである。1巻の巻物であった16段と、これとは別に伝来した断簡5段の計21段分が残り、現在は各段ごとに分断され、国宝9段など各地に分蔵。この他、別系統の模本も伝わる。

## 伝来
この絵巻は、現状は各場面ごとに切り離されているが、本来は巻物で、江戸時代後期には、尾張の歌人で本居宣長の門下である大館高門（おおだてたかかど、1766 - 1839）という人物が所蔵していた。巻物には土佐派の大和絵師の土佐光貞による寛政8年（1796年）の奥書が加えられていた。それによれば、この絵巻は当時「廃疾画」と呼ばれ、全部で16図あったが、うち1図（白子）を大館高門から土佐光貞へ譲渡。光貞は、代わりに「白子」図の模写と、自分のもとにあった別の1図を高門に贈った。「白子」図の模写は絵巻の最後に付加された。東京国立博物館には、この絵巻を1898年（明治31年）、高屋肖哲という画家が写した模本が保管されている。なお、この巻物と一連のものだったと思われる断簡が複数存在し（後述）、『病草紙』が当初全部で何図あったのかは不明である。
近代まで1巻の巻物として伝来した15図（分割された「白子」図を除く）は次のとおりである。
鼻黒の親子、不眠の女、風病の男、小舌のある男、口より屎する男、二形（ふたなり）の男、眼病の男、歯の揺らぐ男、尻に穴多き男（痔瘻の男）、陰虱（つびじらみ）をうつされた男、霍乱（かくらん）の女、せむしの乞食法師、口臭の女、眠り癖のある男、顔にあざのある女
上記のうち、太字の9図は名古屋の関戸家所蔵を経て、現在は京都国立博物館蔵となっており、国宝に指定されている。他の図は各所に分蔵されている。関戸家旧蔵のものには上記のほかに早くから断簡として伝わった2図（「侏儒」「背骨の曲がった男」）があった。この他に前述の「白子」図（原家旧蔵）があり、また、同じ絵巻から早い時期に分割されたと思われる「小法師の幻覚を生ずる男」（村山家旧蔵）、「鳥眼の女」（益田家旧蔵）、「肥満の女」（松永家旧蔵）の3図が現存し、計21図の存在が確認される。大和文華館所蔵の「鍼治療」を含めると22図であるが、「鍼治療」の図は画風がやや異質で、別系統のものと考えられている。

## 作風
作者については、『本朝画事』に絵・春日光長、詞・寂蓮と伝えるが、正確なところは不明である。卑俗な題材を扱いながら、画風は洗練さを失わず、詞書の書風ともあわせて、平安時代末または鎌倉時代初頭、12世紀の作と推定されている。いずれの図もそれぞれの「病」を精細に描写しているため、医学史の資料としても有用であり、当時の風俗や生活を知るうえでも貴重な資料である。たとえば、「歯のゆらぐ男」の図に描かれている食物や食器は、当時の一般の人々の食事の実態を具体的に知ることのできる貴重な視覚情報である。六道絵のうちの「人道」を表すものともいうが、制作の詳しい事情は未詳である。

## 内容
| 番号 | 題材                             | 解説 |
| ---- | -------------------------------- | --- |
| 1    | 鼻黒の親子                       | 下級武士の夫婦子供の5人家族中、妻以外はみな鼻先が黒い。「子孫子あひつぎて皆黒かりけり」と記す。酒渣（しゅさ）と呼ばれる鼻が赤くなる症状がひどくて黒く見えたものか。回虫の寄生により鼻が黒ずんで見える場合もある。                                                                    |
| 2    | 不眠の女                         | 不眠症の女性。「夜になれども寝入らるることなし。終夜（夜もすがら）起きゐて何よりわびしきことなりとぞ云ひける」とあり、他の女性たちが眠っている中で一人上半身を起こしてなすすべもない。不眠の理由については書かれていない。                                                           |
| 3    | 風病の男                         | 碁を打つ男が、うまく座れないのか立膝をし、顔はゆがみ、碁石を指す指も震えて定まらない。相手をする女たちが笑っている。「厳寒に裸にてゐたる人の、震ひ戦慄（わなな）くやうになむありける」とあり、中枢神経疾患によるものであろう。                                                       |
| 4    | 小舌のある男                     | 詞書きに、「舌の根に小さき舌のやうなもの、重なりて生出（おいい）づることあり」云々。蝦蟇腫（がま腫れ）と言われる良性腫瘍と考えられるが、「飲食をうけず、重くなりぬれば死ぬるものあり」とも書かれている。                                                                             |
| 5    | 口より屎（くそ）する男           | 「尻の孔無くて、屎口より出ず」と詞書きにあり、男が糞を嘔吐しているが、肛門がなくては生きられない。腸閉塞症の末期に起こる吐糞症を誤認したものであろう。吐糞症は、糞臭のある小腸の内容物を嘔吐する症状を言う。                                                                         |
| 6    | 二形（ふたなり）の男             | 両性具有の事。ある商人が、姿は男だが女のようにも見え、不思議に思った者たちが、彼の寝入ったところで着物をまくり、男女の性器があるのを見て驚き笑っている。 |
| 7    | 眼病の男                         | 目を患った男が治療を受けている図。詞書きから、白内障と考えられる。濁った水晶体を針で刺して摘出するのである。治療は失敗だったらしく、目は潰れてしまったとされているが、当時の医療行為の様子を伝える貴重な資料である。                                                                 |
| 8    | 歯の揺らぐ男                     | 歯周病（以前は歯槽膿漏と呼んだ）により歯がぐらついた庶民の男が、用意された食事を前に口を大きく開けて妻にその様子を見せている。並べられた飯や一汁一魚二菜が巧みに描かれ、当時の食生活の様子や内容がうかがえる。                                                                       |
| 9    | 尻に穴多き男                     | 「尻の孔数多（あまた）ありけり」で、幾つもの尻の穴から大便をするのを妻らしき女がのぞいている。明らかに痔瘻である。「屎まる（排便する）とき、孔毎（あなごと）に出て煩らはしかりけり」と、その苦痛が表現されている。                                                                   |
| 10   | 陰虱（つびじらみ）をうつされた男 | 男が、陰部を丸出しにして毛を剃っており、妻が笑いながら見ている図。「つびじらみ」はいわゆるケジラミの事で、陰毛に寄生して産卵し、激しいかゆみを伴う。性行為による感染が多い。頭髪 に付くアタマジラミとは異なる。                                                                      |
| 11   | 霍乱（かくらん）の女             | 縁側で女が水のような下痢と嘔吐をしており、家族が介抱している。当時、霍乱は通常は急性の胃腸障害を意味し、当時はそのものずばり「しりよりくちよりこくやまひ（い）」と称したが、長いので「霍乱」が一般的になる。屋内ではすり鉢を使う女性が描かれ、日本の食文化史を知る上でも貴重である。 |
| 12   | せむしの乞食法師                 | ビタミンD欠乏に伴い骨軟化・変形をおこす佝僂病によるものか、脊が曲がって前屈した姿勢の僧侶が錫杖を手に歩き、通行人らが眺めている。古くは背骨に虫が入って曲がると考えられたので「背虫（せむし）」と言った。                                                                            |
| 13   | 口臭の女                         | 「息の香（臭い）あまり臭くて、――傍らに寄る人は臭さ堪え難かりけり」。若い下級女官が強い口臭に悩んでいる。口臭は、口腔内が不潔な場合、胃病の場合、進行した虫歯がある場合、歯周病による場合など、多様な原因で生じる。                                                                   |
| 14   | 眠り癖のある男                   | 官僚とみられる男が執務中に眠り込んでいる。ウイルス感染による嗜眠性脳炎（エコノモ脳炎）であろうか。特定の脳内物質の欠損によるナルコレプシー、睡眠時無呼吸症候群の可能性もある。脳腫瘍によっても起こる事がある。                                                                       |
| 15   | 顔に痣（あざ）のある女           | 「ある女顔痣といふものありて、朝夕これを歎きけり」云々と書かれ、見えない所ならいいが、顔にあれば他人と付き合うにも障害になる、という、貴族女性の嘆き。あざは皮膚の色素の過剰な沈着や細い血管の異常増殖等でできる。                                                                   |
| 16   | 侏儒（しゅじゅ、小人）           | 小人の僧を子供らが笑っている。脳下垂体からの成長ホルモン分泌の異常による低身長、もしくは腕脚短縮症の図。前者は体全体が発育不全を示し、幼児のような顔立ちであるが、後者は腕と脚以外は正常な形態である。                                                                               |
| 17   | 背骨が曲がった男                 | 脊柱が大きく湾曲した男が、剃髪して食物を乞いながら歩いていた云々。脊椎カリエスでは結核菌が脊椎骨に病巣を作って、それによる骨の破壊吸収の末に椎骨が癒合し、脊柱が大きく曲がったままになる。                                                                                           |
| 18   | 白子（しらこ、しろこ）           | 「幼くより髪も眉もみな白く、目に黒眼もなし、昔より今に至るまで、まま世に出くることあり」。メラニン色素の先天的な欠乏で起こる白化症、すなわちアルビノの中年女の図。虹彩は青や灰色になり、それが黒目なしと見えたものか。                                                               |
| 19   | 小法師の幻覚を生ずる男           | 病気になった男が、「病起らむ時は、ただ四五寸ばかりある法師の、紙衣（紙でできた着物）着たる、数多（あまた）連立ちて、枕にありと見えけり」とある。マラリアなどの高熱による脳症から来る幻覚であろうか。                                                                                 |
| 20   | 鳥眼の女                         | 鶏に自分の目をつつかせる女の図。体をかがめて鶏の前に顔を突き出し、目を突かせている。詞書きがなく詳細は不明であるが、この奇癖の理由は強迫神経症や統合失調症 等の精神疾患によるものの可能性がある。                                                                                    |
| 21   | 肥満の女                         | 驚異的に肥満し、女たちに両脇を抱えられてようやく歩いている裕福な家の女性。脳の摂食にかかわる中枢に障害が起きると満腹感が得られず、食欲を制御できなくなり、こうした肥満状態に陥る場合がある。                                                                                         |

※解説については、立川正二 『日本人の病歴』 中公新書 1976年、中島陽一郎 『病気日本史』 雄山閣 1982年 を主に参考とした。

## 文化財指定

### 国宝
- 病草紙 9巻[4]（京都国立博物館蔵） - 1952年国宝に指定。「風病の男」「小舌のある男」「二形の男」「眼病の男」「歯の揺らぐ男」「尻に穴多き男（痔瘻の男）」「陰虱をうつされた男」「霍乱の女」「口臭の女」の9図。

### 重要文化財
- 「白子」（現所蔵先不明）
- 「不眠の女」（サントリー美術館）
- 「小法師の幻覚を生ずる男」（香雪美術館）
- 「肥満の女」（福岡市美術館）
- 「口より屎する男」（屎を吐く男）（九州国立博物館）[5][6]
- 「せむしの乞食法師」（「頭（かしら）の上がらない乞食法師」）（九州国立博物館）
- 「顔に痣のある女」（九州国立博物館）
- 「侏儒」（九州国立博物館）
- 「背骨の曲がった男」（文化庁保管）

### その他
- 「鼻黒の親子」（現所蔵先不明）
- 「眠り癖のある男」（個人蔵）特別展「美麗 院政期の絵画」（2007年 奈良国立博物館）に出品
- 「鳥眼の女」（現所蔵先不明）

## 備考
内容5番に関しては、同様の症例が『日本三代実録』に記述が見られ、大石益行の妻が肛門の無い子を産み、口から糞を出し、数日後に亡くなったと記される。